# 埋立地

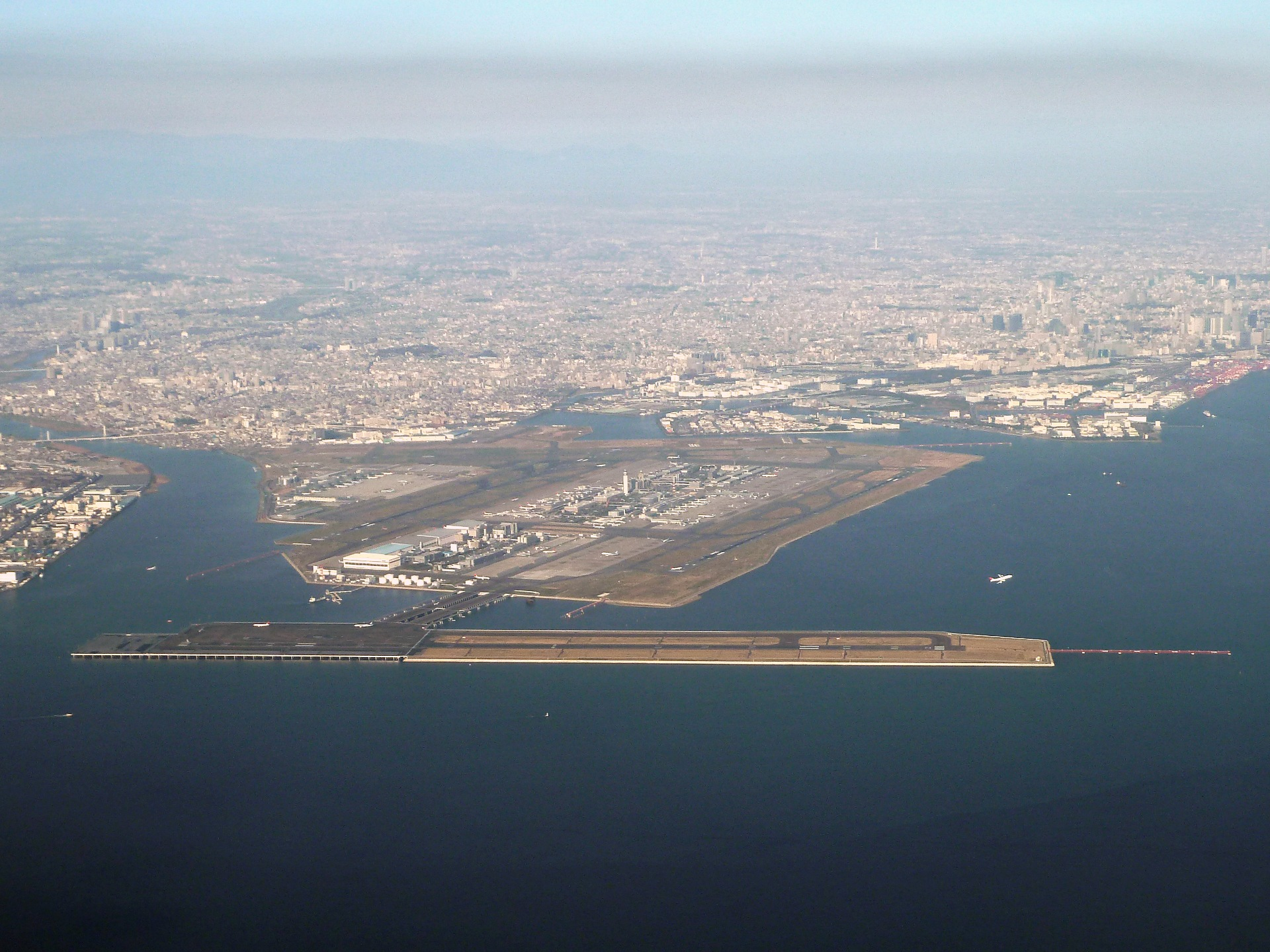
羽田空港近辺の俯瞰（解説画像）

埋立地（うめたてち）は、廃棄物や浚渫土砂、建設残土などを大量に積み上げることによって人工的に造成された土地を指す。概ね、湾や湖などの水面に投入することによって陸地を造成する場合と、低湿地・窪地・山間地などの内陸地に盛土して造成する場合とがある。

## 概要
水面（海面または内水面）を平らな陸地に変える水面埋立地は、天然に形成された陸続きに水面を埋め立てていき陸地にするものと、全く新たに島を作るものとの二種類に大別され、地形条件によっては干拓などと平行して行われる。以前は工場や港の用事に利用されてきたが、最近では、住宅地、商業用地、レクリエーション・アミューズメント施設用地としての利用も多い。

## 工事
水面の埋め立ては海面に土地を作ることで沿岸部に工場、埠頭、交通施設を新設したり、都市再開発等を行うために土砂を海域に投入し陸地化し土地を造成することを目的とする。なお、港湾工事の用地造成の工種としては、土工と埋立に分けられ、陸上の土や岩を利用した造成を土工、陸上土砂や浚渫土砂などを利用した造成を埋立という。
埋立地は軟弱な地盤に造成されることが多いため、地盤沈下対策や地震による液状化対策などが必要となる。また、海域や生態系への影響もあるため、自然環境の消失や環境負荷を抑えるための計画、設計、施工が必要となる。
水面の埋立工事は一般に埋め立てを行う区域で地盤改良を行った後、護岸で周囲を囲み、その中に土砂を投入する方法が採用されている。

### 地盤改良
埋め立てを行う区域の海底に砂杭を作って中の水を抜いたりセメントを混ぜて硬くするなど地盤改良を行う。

### 護岸工事
波の影響で埋立地が壊れたり、埋立地から濁った水が流れ出すのを防ぐために護岸を作る。護岸工事の種類には、捨石式、ケーソン式、矢板式、鋼板セル式などがあり、埋め立てを行う区域の水深や波浪条件、埋立材料に合わせて決められる。汚濁水の処理に関しては余水吐、沈澱池、処理施設など設置される。

### 埋立工事
海底土砂を使用する場合と陸上土砂（山砂）等を使用する場合がある。
- 海底土砂を使用する場合
  - ポンプ船方式 - 最も実績のある工法で、ポンプ浚渫船によって浚渫した土砂をパイプラインにより直接運搬して排砂管から直接かつ連続的に投入する方式[1][3]。効率的かつ経済的だが海水を混合して輸送するため余水処理が必要になる[3]。浚渫地と埋立地が離れている場合は舷側積込式ポンプ浚渫船を使用する方法もある[1]。
  - 土運船方式 - 土砂を積み込むホッパーをもった土運船を使い、埋め立てを行う区域に運搬し、直接投入する方式[3]。土運船はホッパーの方式により、底開式、側開式、全開式、箱型式等がある[3]。底開・全開バージにより埋め立てを行う区域で船底部を開いて直接土砂を投下する方式は底開・全開バージ直投方式という[1]。
  - 揚土方式
    - バージアンローダ船 - 船内装備のジェットポンプでバージ内の土砂を攪拌し、サンドポンプで吸い上げ、管路輸送で埋め立てを行う区域の投入場所に揚土する方式[1]。
    - 空気圧送船 - バージ内から土砂をバックホウで本船のホッパーに投入し、攪拌して流動性を高め、圧縮空気で埋立地まで管路輸送し揚土する方式[1]。

  - 管中固化処理工法 - 空気圧送船で揚土する際に固化材を添加して圧送管内で浚渫土砂と固化材を攪拌混合する工法[1]。
  - ドラグサクション浚渫船による方式 - トレーリングサクションホッパー浚渫船と呼ばれる自航式の浚渫船により、ドラグヘッドを海底に接地させて海底土砂を水とともに吸い上げて積載、運搬し、ポンプにより揚土する方式[1]。
- 陸上土砂等を使用する場合
  - 山砂をベルトコンベアやトラックで海岸まで運搬して土運船に積み込んで埋め立てを行う区域で投入する方式や、リクレーマ船等で揚土する方式など[1]。

## 日本の埋立地

### 歴史

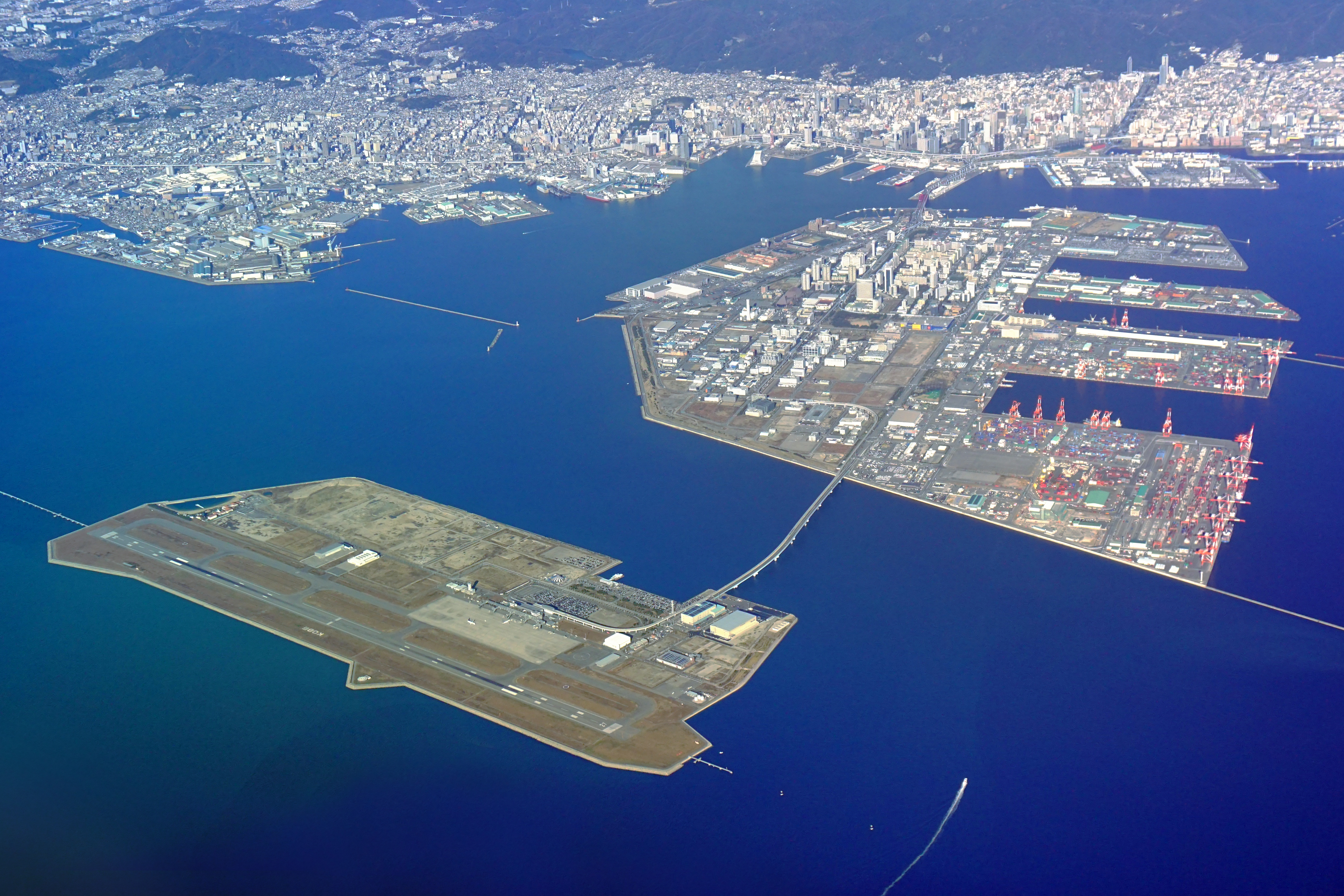
手前から神戸空港、ポートアイランド、神戸市街

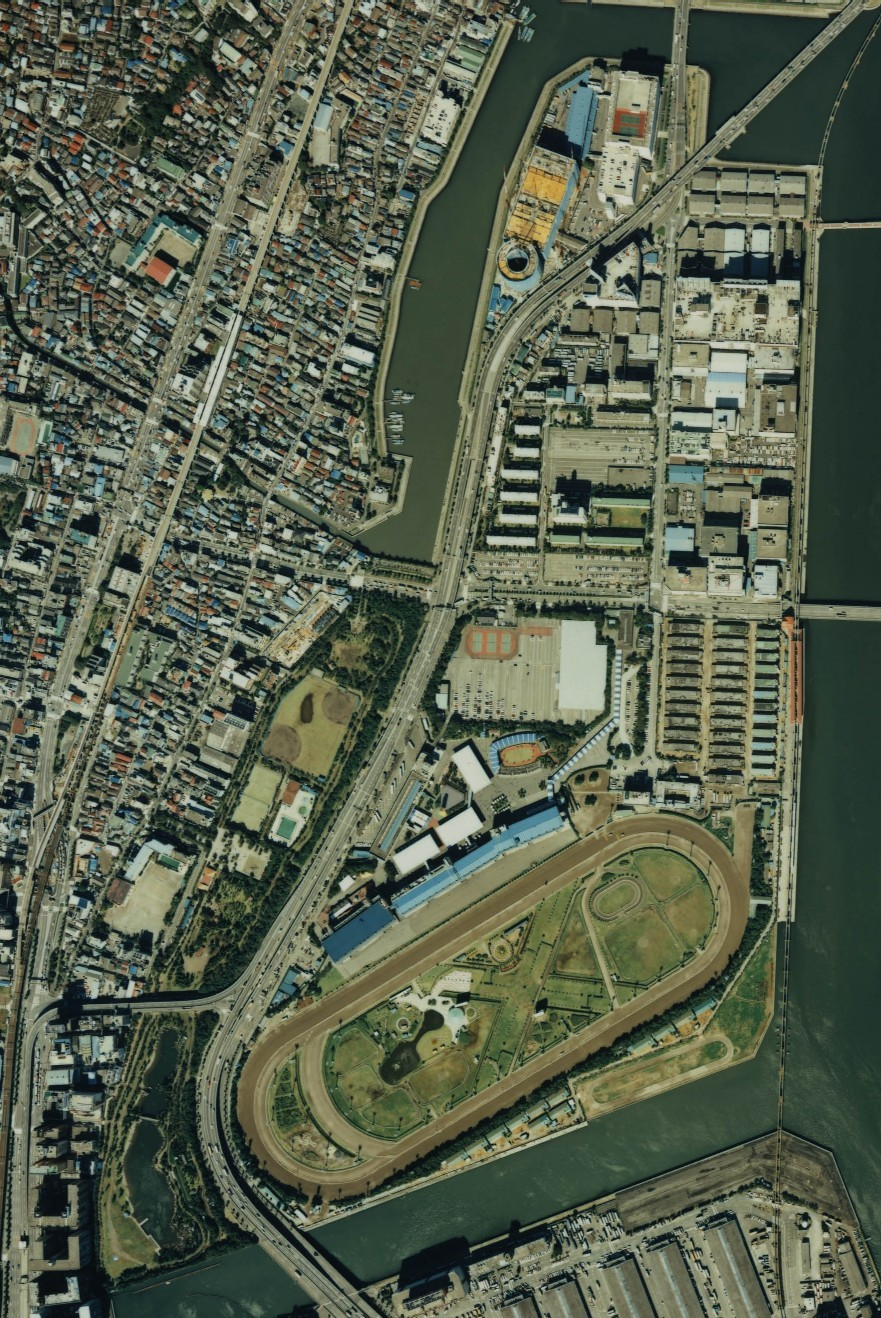
1989年当時の勝島一帯。勝島運河の一部が埋め立てられ、しながわ区民公園ができているのが分かる。

埋立地は古くより造成されてきたが、その多くは港湾を形成・整備することが目的であった。すなわち、海岸線を整えたり埠頭を整備することにより港湾としての機能を向上させるもので、小規模なものはクニ成立以前の古代より行われてきたと考えられている。大規模なものは、日本では江戸期から増加し、東京湾では1592年（文禄元年）の日比谷入り江が最初とされる。
一方、人工島造成は大規模な事業となるため、確認されているものは時代がかなり下ってからのものとなる。日本では平清盛による経が島築島が最初とされ、以降、長崎の出島や東京湾の台場などが知られている。しかし、本格化したのはやはり高度成長期であり、各地の臨海工業地帯で埋立造成が進み、大阪南港、川崎の東扇島、長崎空港などが造成された。
特に神戸市では「山、海へ行く」と言われた、丘陵を切り崩した土砂で海面埋立を行うことで同時に土地造成を図る事業が行われた。これによる埋立地によって出来たのがポートアイランド、六甲アイランド、神戸空港である。最近では関西国際空港、横浜八景島や和歌山マリーナシティなどがあり、総面積は国土の約0.5%に相当する。

### 土地利用
埋立地は人工地盤の一種であり、長時間かけて形成された天然の陸地に比べると、急速に形成されたことにより土壌粒子の間隙が大きく保有水が多いため、地震による液状化現象が起きやすいとされている。このため、耐震基準など法令上の制約（構造計算に使う係数が厳しい等）があり、建築基準法に関する建設省告示では、第三種地盤：地盤が著しく軟弱な区域、とされている（埋立から30年未満、埋立地盤厚さ3メートル以上）。また、液状化対策として土壌の水抜きなどの地盤改良を行うことがある。
埋立地の可能性がある場所での建築にあたっては、明治以前の古地図や土地条件図を調査したり、ボーリングによって土壌やN値を実測して判定（構造計算書用の標準貫入試験）する必要があるがかなりの費用を要するため、一般の住宅ではより簡易なスウェーデン式サウンディング試験等が用いられている。

## 中東の埋立地
中東のドバイにおけるドバイ・ウォーターフロント（Dubai Waterfront）は、総面積が香港島の2倍の大きさにもなる世界最大の埋立事業である。ドバイ・ウォーターフロントは10地区で構成され、職・住の人口 150 万人を想定しており、1,000 メートル超の高層タワーの建設、世界最大の国際空港の新設、世界トップクラスの総合物流拠点の開設などの構想がある。

### アラブ首長国連邦

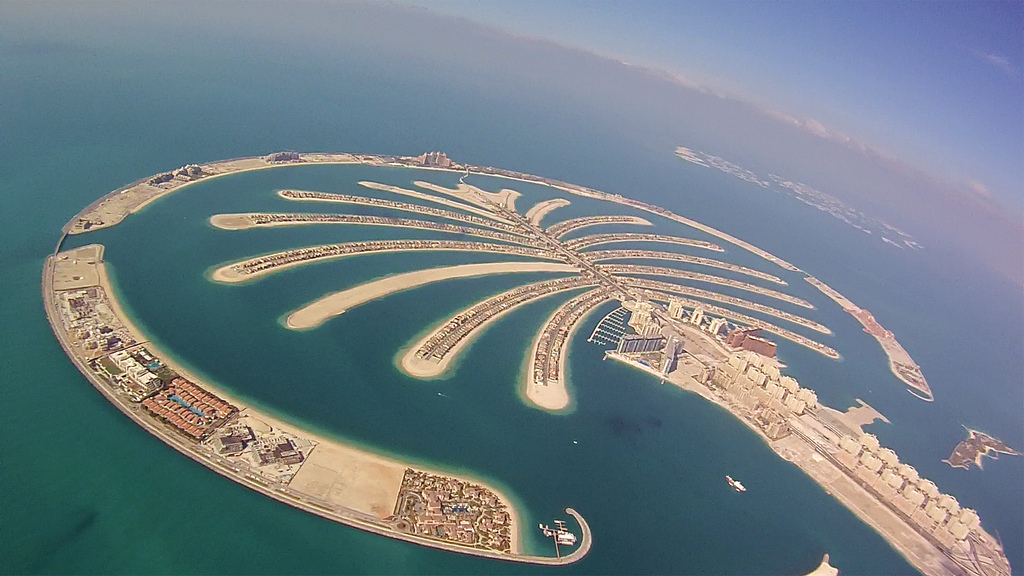
パーム・ジュメイラ（ドバイ）

- ドバイには人工島として埋め立てられた「ザ・パーム・ジュメイラ」がある[5]。「ザ・パームジュメイラ」はヤシの木の形状をした全長120kmにも及ぶ巨大人工島となっている[5]。
- The World (人工島)（ザ・ワールド'）は、アラブ首長国連邦のドバイに建設中の人工島群。島は全部で300以上ある。島の面積は、14,000平方メートルから42,000平方メートルまで様々で、島と島との間は100メートルである。[5]。
- ヤス島はアラブ首長国連邦・アブダビで最も大きい自然島の1つである （25 km2）。

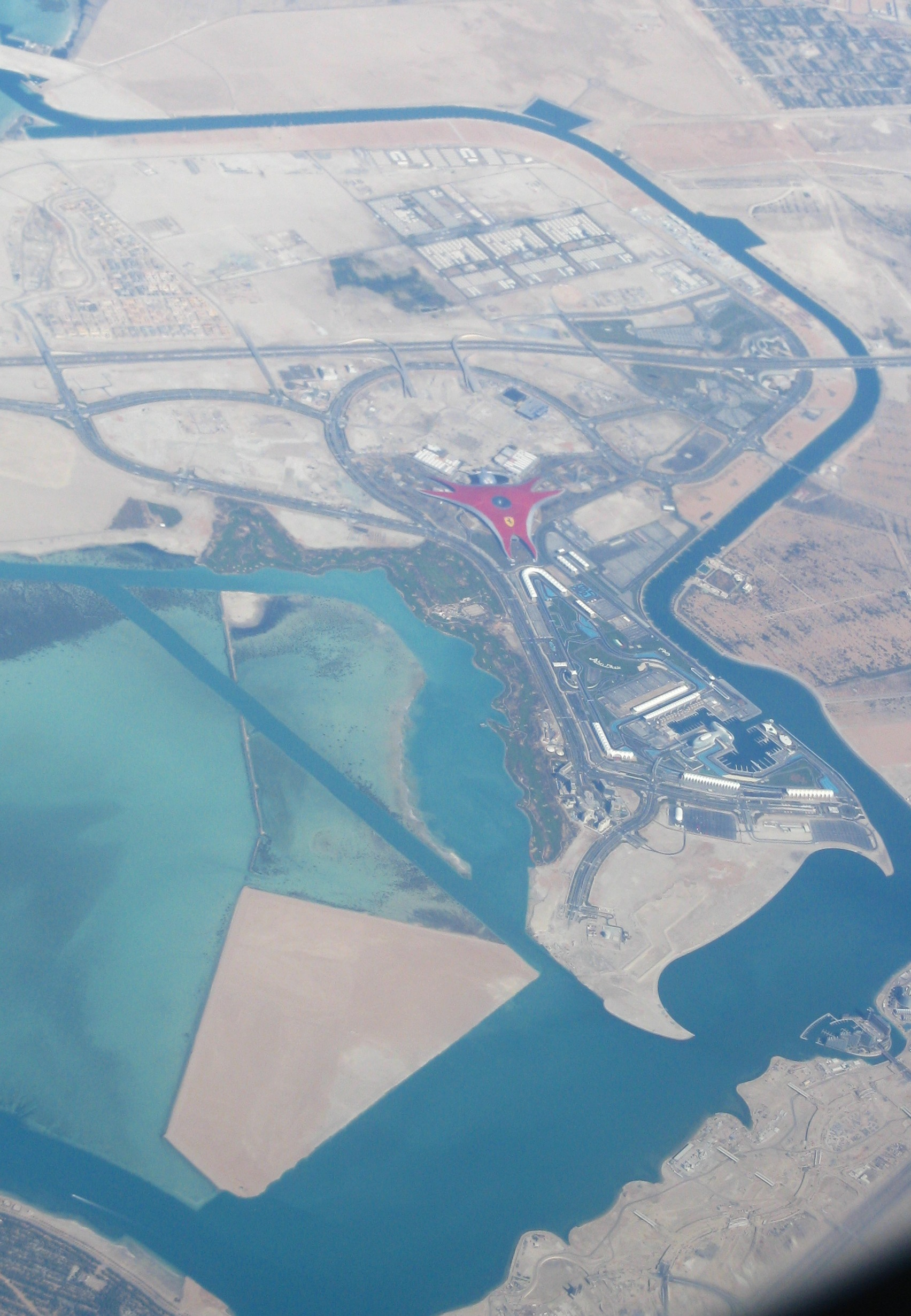
ヤス島 25 km2 （アブダビ、アラブ首長国連邦

### バーレーン
- Diyar Al Muharraq 概念 - 12 km2（バーレーン）

### カタール
- The Pearl-Qatar - 4 km2（ドーハ）
- ハマド国際空港 - 11 km2

### レバノン
- Beirut Central District - 1 km2 （ベイルート）

## 香港・マカオの埋立地

### 香港

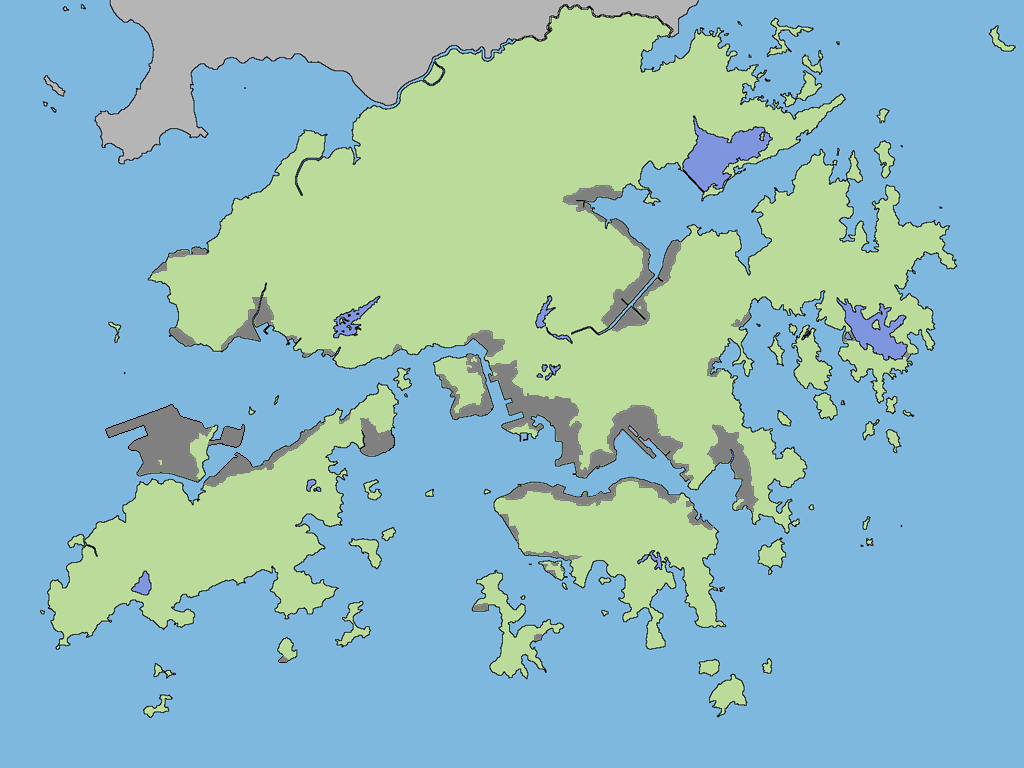
香港の埋立地: 建設済み（グレー）

- すべての埋立地 - 166.74 km2（2018年）

海の埋め立ては、山の多い香港で、土地面積が限られているのを改善するため、長年行われてきた。最初の埋め立ては、海岸が塩田のための土地に変えられた西漢初期の時代（紀元前206年 - 紀元9年）に行われた。主な埋め立て計画は、19世紀中頃から実施されている。

### マカオ
- すべての埋立地 - 19 km2（2018年）

法人的地位を持たない行政区画としては、そこにある代表的な教会堂を冠した７個の堂区 (Freguesia)、タイパ島及びコロアネ島をつなぐ埋立地であるコタイ地区、中国本土にある澳門大学並びに帰属未定の埋立地により構成される。

## ギャラリー

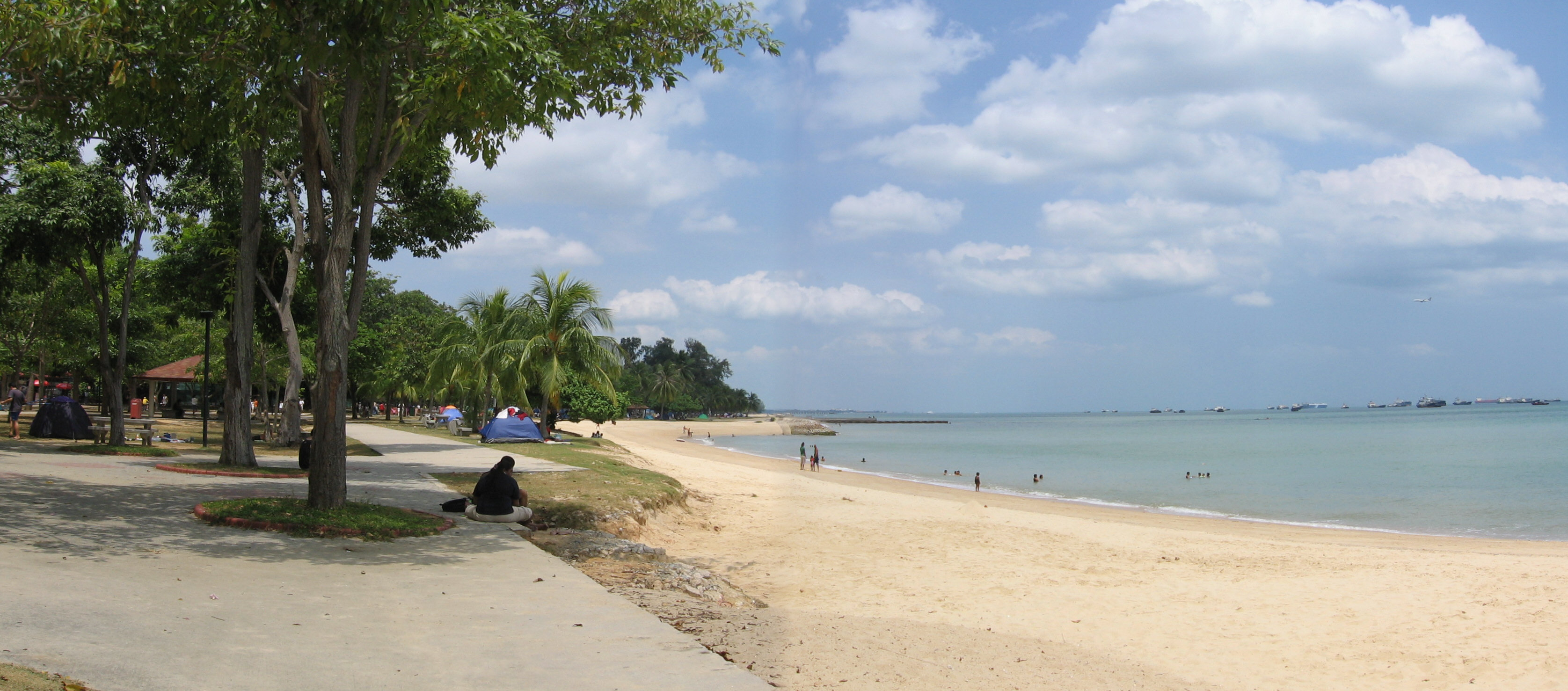
East Coast Park、シンガポール
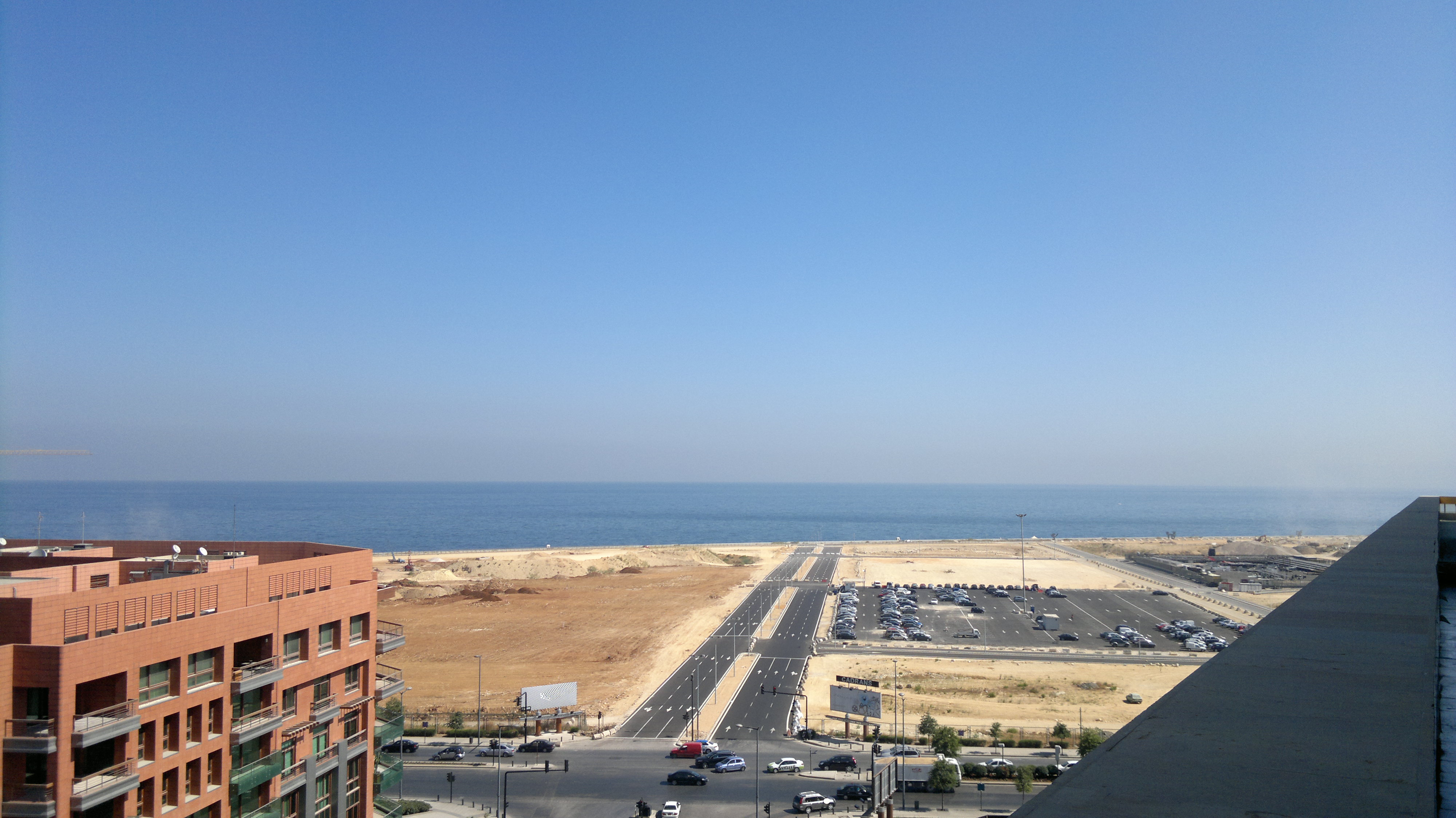
Beirut Central District、ベイルート、レバノン
Fontvieille、モナコ
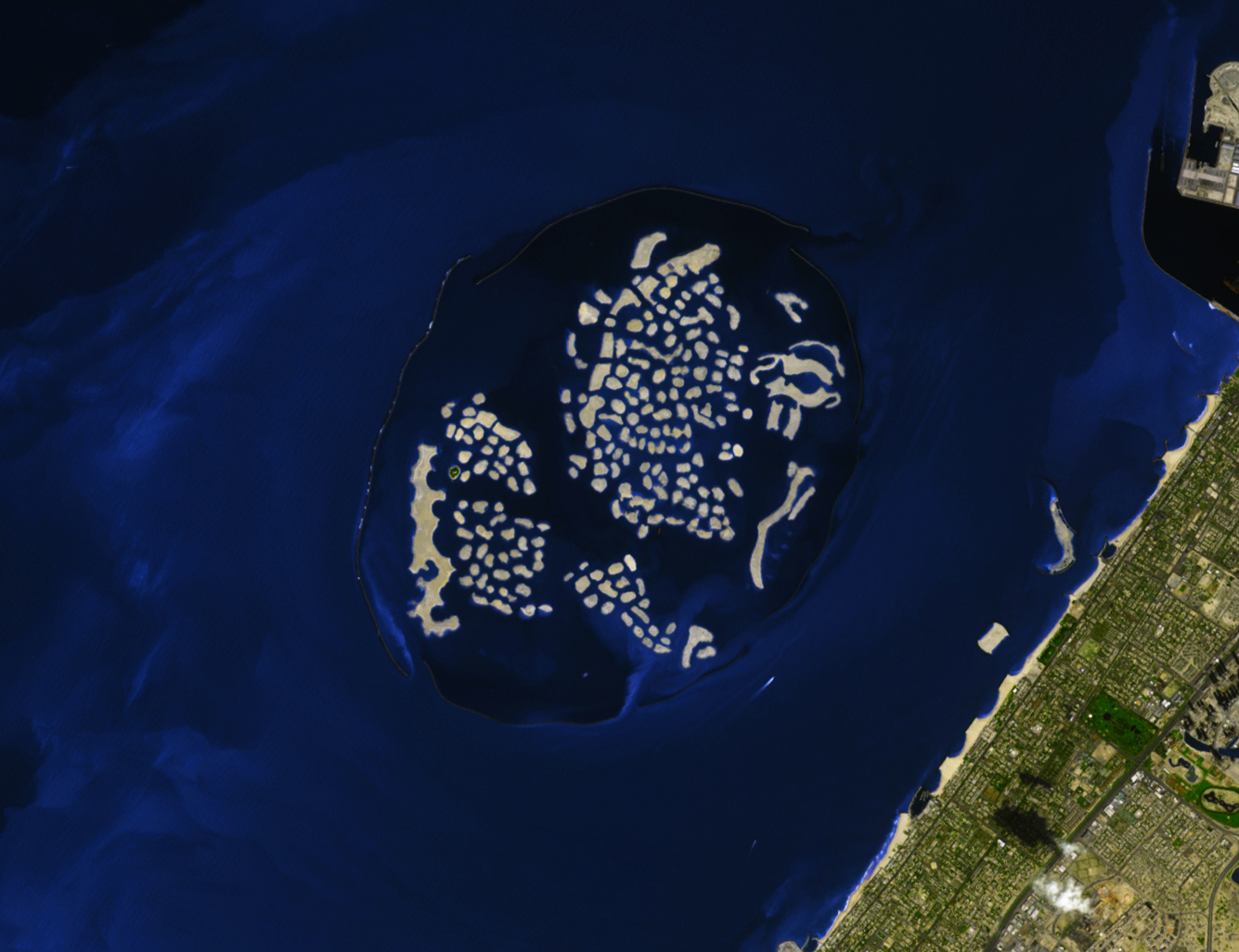
The World (人工島)（ドバイ）
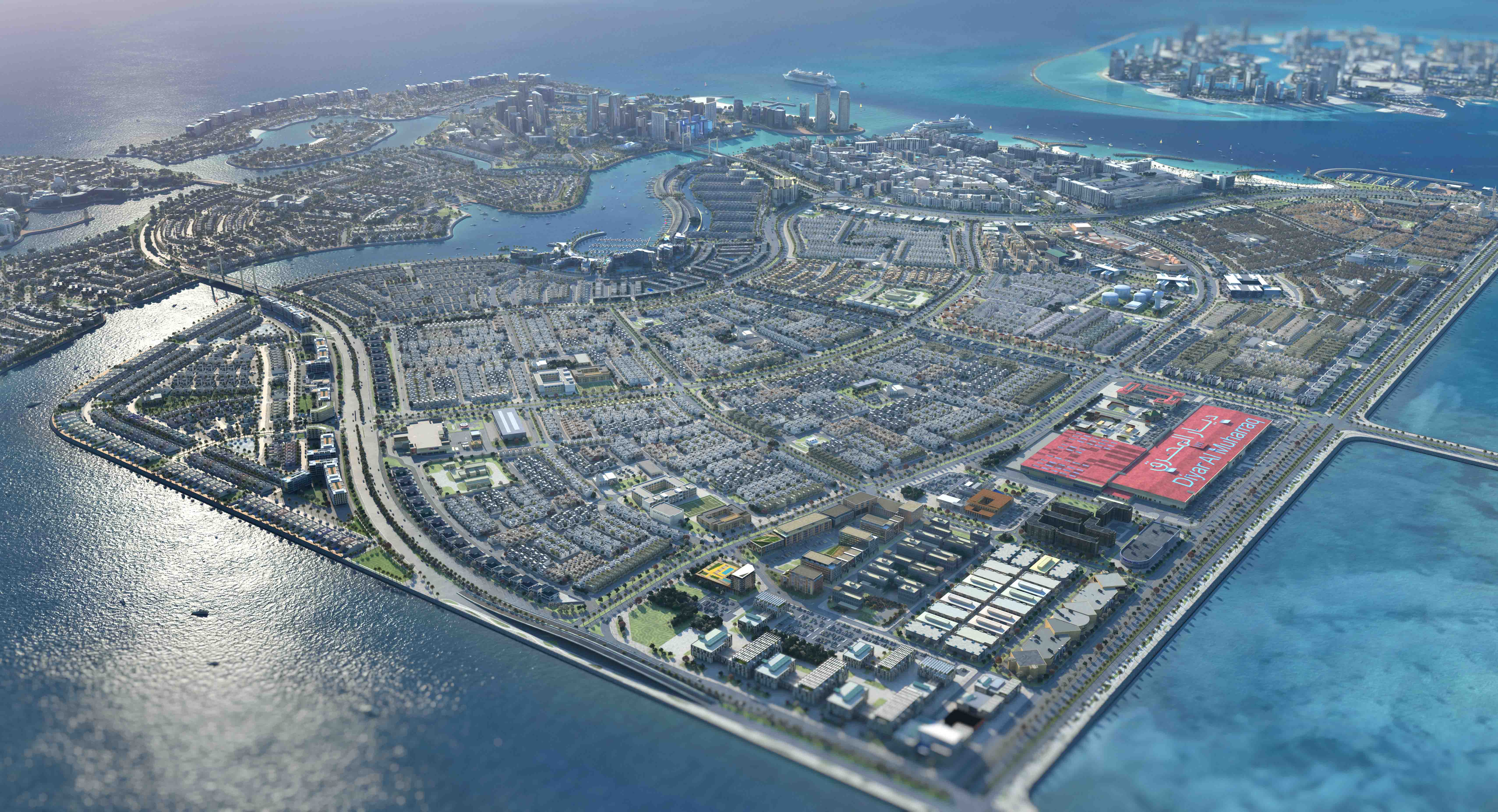
Diyar Al Muharraq 概念、 12 km2（バーレーン）
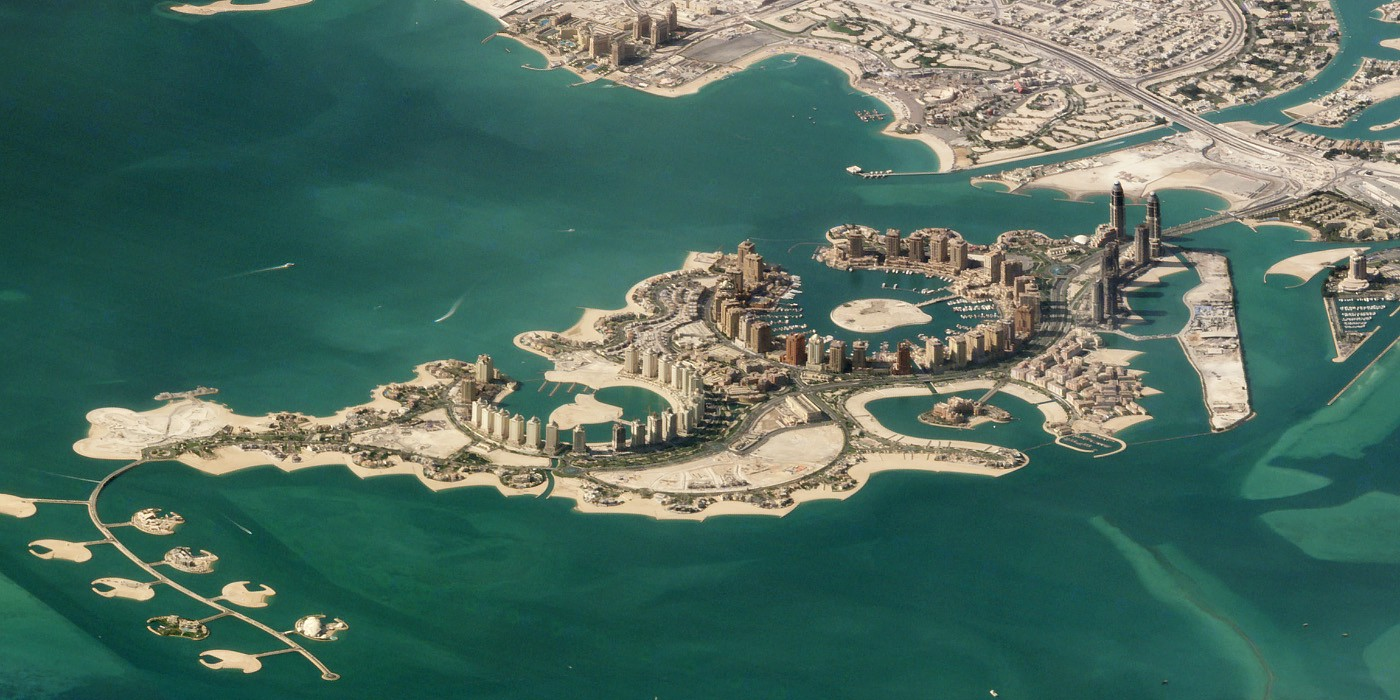
The Pearl-Qatar、4 km2（ドーハ、カタール）

## すべての埋立地と干拓
| 国               | 埋立地 (km2) | 説明                                                                   |
| ---------------- | ------------ | ---------------------------------------------------------------------- |
| 中国             | 13,500+      | 中国の埋立地                                                           |
| オランダ         | 7,000        | オランダの埋立地, フレヴォラント州, ベームスター干拓地, 締め切り大堤防 |
| 韓国             | 1,550        |                                                                        |
| アメリカ         | 1,000+       | アメリカの人工島                                                       |
| 日本             | 500+         |                                                                        |
| アラブ首長国連邦 | 470          | アラブ首長国連邦の埋立地                                               |
| バーレーン       | 410          |                                                                        |
| 香港             | 167          | 香港の埋立地                                                           |
| シンガポール     | 135          | シンガポールの埋立地                                                   |
| バングラデシュ   | 110          |                                                                        |
| カタール         | 35           |                                                                        |
| マカオ           | 17           |                                                                        |
| ニュージーランド | 3.3          | Wellington Harbourの埋立地                                             |
| モルディブ       | 0.62         | [ 8 ]                                                                  |
| モナコ           | 0.41         | モナコの埋立地                                                         |

## 環境への影響

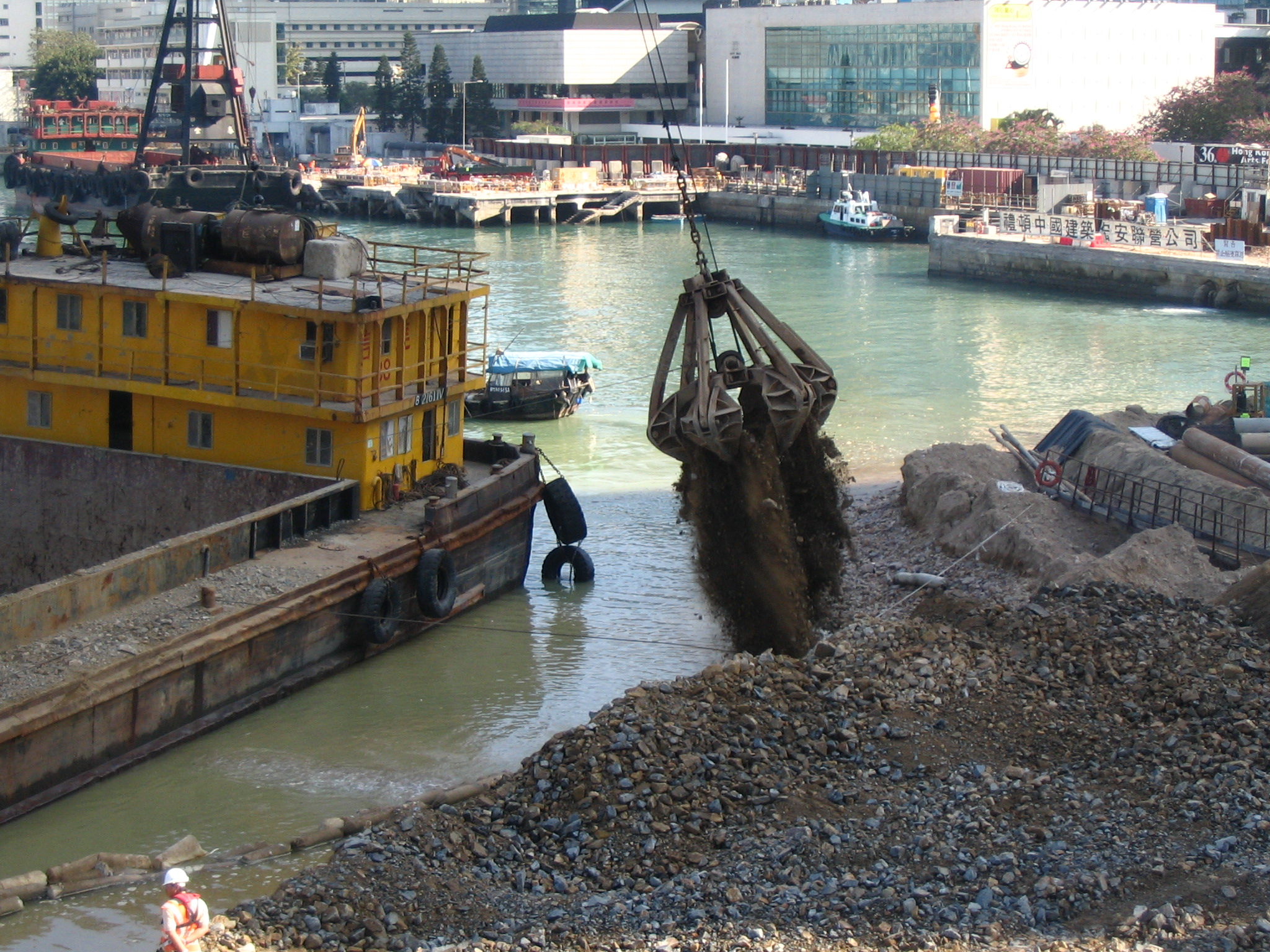
香港の埋立工事。（中区填海計画第3期）

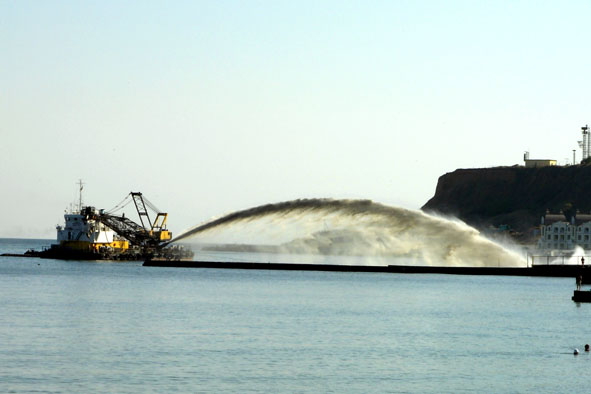
浚渫、オデッサの砂浜ウクライナ（2007）

埋立てを行うことは、それ自体干潟や浅海域の消失を意味している。干潟や浅海域は海洋においてバイオマスの集中している部位であり、海洋生態系における生物生産、水産資源の再生産において重要な役割を果たしている。これを短期的な視野における経済的な利便性を目的に相当量消失させてしまうことは、海洋生態系や水産業に不可逆的な損失を与えることにつながっている。日本の場合、干潟の8 - 9割は戦後高度経済成長期の工業用地確保などのために埋立てられて消失しており、日本近海の水産資源減少のひとつの原因として指摘されている。
また埋立て用の土砂を確保するためにサンドポンプで沖合いの海底堆積物を吸い上げて利用することがしばしば行われるが、これにより海底に大きな窪みが形成され、そこに低酸素水塊が溜まって青潮の元凶になることも知られている。

### 汚染
埋立地は、何らかの不要物を用いて造成されることが多い。例えば横浜の山下公園は関東大震災の瓦礫を処分する過程で造成された。その他、廃棄物、底質、ヘドロ及び浚渫土砂や家屋の瓦礫等が使用されていることが多く、時にこれらに含まれていた有害物質が溶出し、土壌汚染となる事例が発生している。これは土壌が汚染されたというより、汚染土壌で土地を造成していたことが、今になって明らかになったものである。
ただし、有害物質を含む浸出水が地下水などの形で移動することにより、周辺の汚染されていない土壌を二次汚染したり、水質汚濁やそれに引き続く底質汚染を引き起こしているケースも発生している（海面埋立地では潮汐の干満により、地下水へ外力が加わりやすい）。
最終処分場を土台にしている場合、メタンガスなどの可燃性ガスが地下に蓄積され地上に漏れ出ていることがあり、漏出地点での引火により爆発事故が発生する。
また、埋立地であること自体が原因ではないのだが、工場が多く立地していたため、操業時に漏洩した有害物質による土壌、地下水への汚染リスクが高い傾向がある。大規模事例としては、東京都築地市場の移転先となった豊洲の東京ガス工場跡地で高濃度の有害物質が検出された、土壌・地下水汚染があげられるが、その他にも小規模汚染が各所で確認または懸念されており、跡地利用・取引上の制約となっている。これを解消し、不動産価値を回復させる土壌浄化ビジネスが1998年頃から拡大しており、各地で施工実績があがっている。

### 法規制
日本では、法令上、廃棄物が地下にある指定区域を販売する場合は、重要事項として説明しないと宅地建物取引業法の営業停止処分等を受ける。これは廃棄物処理法における、廃棄物が地下にある土地を指定区域として公開する法規制に基づく。しかし、全ての廃棄物で埋め立てられた土地を指定するには至っておらず、従って、土地を購入したり利用しようとする場合には事前に汚染リスク調査等の対策をしておかないと、予想以上のトラブルに巻き込まれるおそれがある。